# Adisak Narattho
Adisak Narattho (thailändisch อดิศักดิ์ นารัตน์โท, * 4. September 1998 in Udon Thani) ist ein thailändischer Fußballspieler.

## Karriere
Adisak Narattho erlernte das Fußballspielen in den Jugendmannschaften vom Super Power Samut Prakan FC und Buriram United. Seinen ersten Vertrag unterschrieb er am 30. Juni 2017 beim Chonburi FC. Der Verein aus Chonburi spielte in der ersten thailändischen Liga, der Thai League. Von Juni 2018 bis November 2018 wurde er an den Banbueng Phuket City FC ausgeliehen. Mit dem Verein spielte er in der dritten Liga. Hier trat man in der Lower Region an. Nach der Ausleihe kehrte er nach Chonburi zurück. Die Hinrunde 2019 wurde er an den Zweitligisten Kasetsart FC ausgeliehen. Für den Verein aus der Hauptstadt Bangkok absolvierte er sieben Zweitligaspiele. Am 1. Juli 2019 kehrte er nach Chonburi zurück. Ende 2020 wurde sein Vertrag nicht verlängert. Von Januar 2020 bis Anfang Juni 2021 war er vertrags- und vereinslos. Am 11. Juli 2021 wurde er bis Ende des Jahres vom Pattani FC unter Vertrag genommen. Der Klub aus Pattani spielte in der Southern Region der dritten Liga. Anfang Januar 2021 verpflichtete ihn der Zweitligist Udon Thani FC. Sein Zweitligadebüt für den Verein aus Udon Thani gab Adisak Narattho am 12. Februar 2022 (23. Spieltag) im Heimspiel gegen den Trat FC. Hier wurde er in der 77. Minute für Natthaphon Piamplai eingewechselt. Trat gewann das Spiel 2:1. Für Udon Thani bestritt er zwei Zweitligaspiele. Ende August 2022 verpflichtete ihn der Drittligist Muang Loei United FC. Mit dem Verein aus Loei spielte er 44-mal in der North/Eastern Region der Liga. Nach zwei Spielzeiten wechselte er im August 2024 zum Ligarivalen Yasothon FC.